# Грас-Олонь
Грас-Оло́нь (фр. Grâce-Hollogne, валлон. Gråce-Hologne) — коммуна в Валлонии, расположенная в провинции Льеж, округ Льеж. Принадлежит Французскому языковому сообществу Бельгии. На площади 34,24 км² проживают 21 753 человека (плотность населения — 635 чел./км²), из которых 48,21 % — мужчины и 51,79 % — женщины. Средний годовой доход на душу населения в 2003 году составлял 11 104 евро.
Почтовый код: 4460. Телефонный код: 04.